# Рувруа-Рипон
Рувруа́-Рипо́н, Рувруа-Ріпон (фр. Rouvroy-Ripont) — муніципалітет у Франції, у регіоні Гранд-Ест, департамент Марна. Населення — 3 особи (01.01.2021).
Муніципалітет розташований на відстані близько 180 км на схід від Парижа, 40 км на північний схід від Шалон-ан-Шампань.

## Історія
До 2015 року муніципалітет перебував у складі регіону Шампань-Арденни. Від 1 січня 2016 року належить до нового об'єднаного регіону Гранд-Ест.

## Демографія
Динаміка населення (INSEE ):

## Економіка
2010 року серед 4 осіб працездатного віку (15—64 років) 4 були активними, 0 — неактивними (показник активності 100,0%, у 1999 році було 0,0%). З 4 активних мешканців працювали 3 особи (2 чоловіки та 1 жінка), безробітними було 1 (0 чоловіків та 1 жінка). Серед 0 неактивних 0 осіб було учнями чи студентами, 0 — пенсіонерами, 0 були неактивними з інших причин.